# 방돔 광장 (영화)
방돔 광장(프랑스어: Place Vendôme)은 프랑스에서 제작된 니콜 가르시아 감독의 1998년 영화이다. 카트린 드뇌브 등이 주연으로 출연하였고 알랭 사르드 등이 제작에 참여하였다.

## 출연

### 주연
- 카트린 드뇌브
- 장 피에르 바크리

### 조연
- 엠마누엘 자이그너
- 자크 뒤트롱
- 베르나르 프레송
- 프랑수와 벨레앙
- 필립 클레베노
- 라스즐로 스자보
- 드라간 니콜리치
- 오토 타우시그
- 말리크 지디

## 제작진
- 의상: 나탈리 두 로스코프
- 의상: 엘리자베스 타베르니에
- 배역: 루시 보울팅
- 배역: 프레데릭 므와동